# Parapalta aurifera
Parapalta aurifera är en fjärilsart som beskrevs av W. Warren 1903. Parapalta aurifera ingår i släktet Parapalta och familjen mätare. Inga underarter finns listade i Catalogue of Life.